# Carlos Henrique Raimundo Rodrigues
Carlos Henrique Raimundo Rodrigues (sinh ngày 24 tháng 12 năm 1976) là một cầu thủ bóng đá người Brasil.

## Sự nghiệp câu lạc bộ
Carlos Henrique Raimundo Rodrigues đã từng chơi cho Verdy Kawasaki.

## Thống kê câu lạc bộ

### J.League
| Đội            | Năm       | J.League | J.League | J.League Cup | J.League Cup | Tổng cộng | Tổng cộng |
| Đội            | Năm       | Trận     | Bàn      | Trận         | Bàn          | Trận      | Bàn       |
| -------------- | --------- | -------- | -------- | ------------ | ------------ | --------- | --------- |
| Verdy Kawasaki | 1999      | 16       | 2        | 3            | 0            | 19        | 2         |
| Tổng cộng      | Tổng cộng | 16       | 2        | 3            | 0            | 19        | 2         |